# Hagen (serie televisiva)
Hagen  è una serie televisiva statunitense in 9 episodi trasmessi per la prima volta nel corso di una sola stagione nel 1980.
È una serie giudiziaria d'azione incentrata sulle vicende del cacciatore di taglie Paul Hagen e del procuratore distrettuale di San Francisco Carl Palmer,

## Personaggi e interpreti
- Paul Hagen (9 episodi), interpretato da Chad Everett.
- Carl Palmer, interpretato da Arthur Hill.
- Jody, interpretato da Aldine King.
È la segretaria di Carl Palmer.
- Mrs. Chavez, interpretata da Carmen Zapata.
È la governante di Carl Palmer.

## Produzione
La serie fu prodotta da 20th Century Fox. Le musiche furono composte da George Romanis. Tra i registi è accreditato Michael Caffey.

## Distribuzione
La serie fu trasmessa negli Stati Uniti dal 15 marzo 1980 sulla rete televisiva CBS. In Italia è stata trasmessa nel 1981 su Rai 1 con il titolo Hagen. È stata distribuita anche in Germania Ovest dal 23 dicembre 1980.

## Episodi
| Stagione       | Episodi | Prima TV USA | Prima TV Italia |
| -------------- | ------- | ------------ | --------------- |
| Prima stagione | 9       | 1980         | 1981            |